# 中田政子
中田 政子（なかた まさこ、1945年 - 2021年6月26日）は、神戸空襲の遺族や体験者らでつくる市民団体「神戸空襲を記録する会」の前代表。空襲犠牲者の名簿編纂作業を続けている。神戸市長田区在住。

## 略歴
母親・三木谷君子のおなかの中にいた1945年3月17日、空襲で当時1歳の姉の弘子を亡くした。中田はその半年後に生まれる。
1971年、「神戸空襲を記録する会」が発足する。母親は初期の活動を陰で支えた。
1978年、同会は神戸空襲の犠牲者の名簿を作成し始める。神戸空襲で亡くなった人の名前を国や自治体は把握しておらず、公的な犠牲者名簿は存在しない。このことから、同会メンバーは寺を訪ねて過去帳を調べ、慰霊祭で遺族らに協力を呼び掛けることによって神戸空襲で亡くなった人の名前を調べた。
1987年、母親が67歳で亡くなる。
阪神・淡路大震災の2年後の1997年、「神戸空襲を記録する会」の代表が亡くなり、中田は同会の2代目の代表になる。小学校や中学校を空襲体験者と共に訪問し、つらかった人の思いを伝える。
2010年6月には、神戸空襲の犠牲者の名前を刻んだ慰霊碑の設置を市に要請。市は設置と名簿編纂への協力を了承する。
2011年からは市の広報紙やホームページでも情報提供の呼びかけが始まった。
2012年、慰霊碑の建設費の募金を同会が呼び掛けると、目標を上回る990万円が全国から寄せられた。市街地を一望できる神戸市中央区楠町7の大倉山公園の土地が神戸市から提供される。慰霊碑には1978年以来集めてきた犠牲者1752人の名前が刻まれる。
2013年8月7日、大倉山公園で慰霊碑の設置工事が行われる。15日午前10時から慰霊碑の除幕式が行われた。除幕式では、中田があいさつをし、「戦争を繰り返してはならないという、たくさんの人の願いが集まってできた。碑に刻まれた名前の向こうに一人一人の生きた命があったことを想像してほしい」と呼び掛けた。